# Robin Bengtsson
Hans Robin Gustav Bengtsson (Svenljunga, 27 april 1990) is een Zweeds zanger.

## Biografie
Bengtsson raakte bekend in eigen land door in 2008 als derde te eindigen in de Zweedse versie van Idool. Begin 2016 nam hij deel aan Melodifestivalen, de Zweedse preselectie voor het Eurovisiesongfestival. Met het nummer Constellation prize haalde hij de finale, waarin hij als vijfde eindigde. Een jaar later waagde hij wederom zijn kans, ditmaal met I can't go on. Hij won de finale, waardoor hij zijn vaderland mocht vertegenwoordigen op het Eurovisiesongfestival 2017 in Oekraïne. Hij haalde er de vijfde plaats.

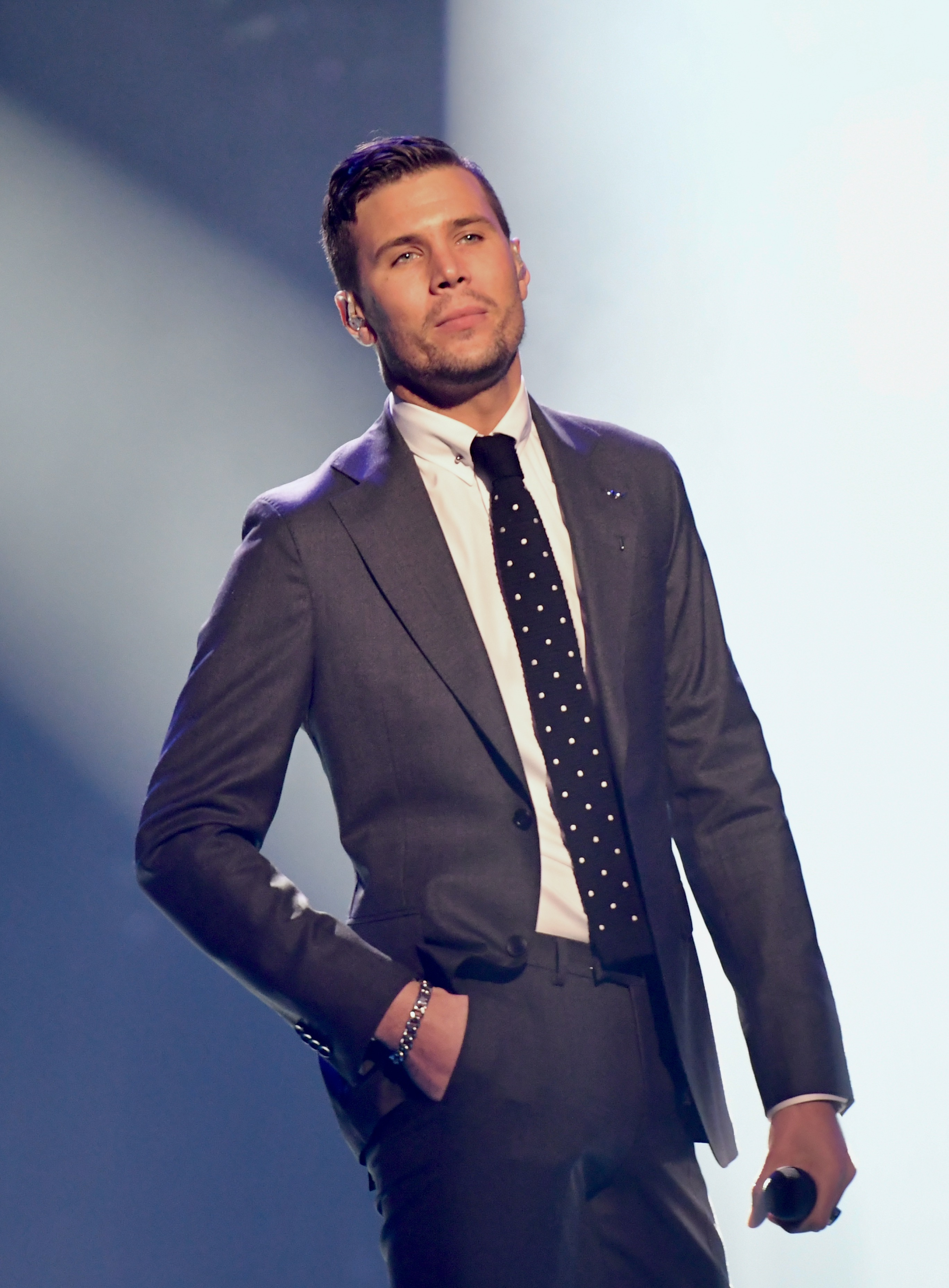
Robin Bengtsson tijdens Melodifestivalen 2017.

1958: Alice Babs · 
1959: Brita Borg · 
1960: Siw Malmkvist · 
1961: Lill-Babs · 
1962: Inger Berggren · 
1963: Monica Zetterlund · 
1965: Ingvar Wixell · 
1966: Lill Lindfors & Svante Thuresson · 
1967: Östen Warnerbring · 
1968: Claes-Göran Hederström · 
1969: Tommy Körberg · 
1971: Family Four · 
1972: Family Four · 
1973: Nova · 
1974: ABBA · 
1975: Lasse Berghagen · 
1977: Forbes · 
1978: Björn Skifs · 
1979: Ted Gärdestad · 
1980: Tomas Ledin · 
1981: Björn Skifs · 
1982: Chips · 
1983: Carola · 
1984: Herreys · 
1985: Kikki Danielsson · 
1986: Lasse Holm & Monica Törnell · 
1987: Lotta Engberg · 
1988: Tommy Körberg · 
1989: Tommy Nilsson · 
1990: Edin-Ådahl · 
1991: Carola · 
1992: Christer Björkman · 
1993: Arvingarna · 
1994: Marie Bergman & Roger Pontare · 
1995: Jan Johansen · 
1996: One More Time · 
1997: Blond · 
1998: Jill Johnson · 
1999: Charlotte Nilsson · 
2000: Roger Pontare · 
2001: Friends · 
2002: Afro-Dite · 
2003: Fame · 
2004: Lena Philipsson · 
2005: Martin Stenmarck · 
2006: Carola · 
2007: The Ark · 
2008: Charlotte Perrelli · 
2009: Malena Ernman · 
2010: Anna Bergendahl · 
2011: Eric Saade · 
2012: Loreen · 
2013: Robin Stjernberg · 
2014: Sanna Nielsen · 
2015: Måns Zelmerlöw · 
2016: Frans · 
2017: Robin Bengtsson · 
2018: Benjamin Ingrosso · 
2019: John Lundvik · 
2021: Tusse · 
2022: Cornelia Jakobs · 
2023: Loreen · 
2024: Marcus & Martinus · 
2025: KAJ
- International Standard Name Identifier: 0000 0004 0743 8857
- MusicBrainz: b2cd3d67-5636-4ae1-ad2d-257a3339bdef
- Virtual International Authority File: 101163706536529420814